# Baryconus atripes
Baryconus atripes är en stekelart som först beskrevs av Alan Parkhurst Dodd 1920.  Baryconus atripes ingår i släktet Baryconus och familjen Scelionidae. Inga underarter finns listade.